# ドラゴンファイア (迫撃砲)
ドラゴンファイア（英語: Dragon fire）は、フランスのTDA Armaments社による自主開発された迫撃砲システムである2R2M迫撃砲をベースに、EFSS（Expeditionary Fire Support System、遠征火力支援システム）の装備としてアメリカ海兵隊によって発展、採用された、ライフルあるいは滑腔構造の砲身を使用可能な完全に自動化した迫撃砲システムである。他の全ての迫撃砲のように、高仰角の発射を行い間接照準射撃をサポートする。ドラゴンファイアはC-RAM（敵の砲撃に対する対抗兵器）としての役割も期待されている。

## 開発史
アメリカ海兵隊戦闘研究所（US Marine Corps Warfighting Laboratory）は、この迫撃砲システムの概念研究プロジェクトを1997年に開始した。彼らは『箱に入った迫撃砲』（無人化、モジュール化された迫撃砲）を求めていた。これは遠隔操作で装填、照準および発射を行える、将来の戦場で使用可能なものである。1997年の終わり頃、彼らはProgram Manager, Mortars社（PM Mortars）からの提案を了承した。PM Mortarsおよびニュージャージー州ピカティニー・アーセナルの陸軍兵器研究開発技術センター（ARDEC）は、設計目標を満たすための発射システムの設計および構築を開始した。開発の早い段階で、十分な有効範囲を得るため120mm口径が必要であることを決断した。最終的には設計チームはフランスのThomson-Daimler Armements社（TDA社）によって自主開発されていた2R2M迫撃砲の部品、機構を採用した。なぜならば動力旋回、仰角修正、および装填システムおよび120mmライフル砲が十分な効果範囲および精度を持っていたからである。
プロジェクトは実験的な開発を完了し、この迫撃砲システムはドラゴンファイアと呼称され、1998年9月に17ヶ月の一連の火力試験が開始された。1999年から2002年の間、アーバン・ウォリアー（海兵隊都市型戦闘演習計画プロジェクト）のLOE（Limited Objective Experiment、限定目的試験）およびいくつかの後続の試験が行われ、また機動性評価のため海兵隊のLAV装甲車に装備され試験された。これらの試験において中距離範囲火力システムのコントロール、照準、装填の自動化の概念が発揮され、実質的な火力支援任務の応答時間および精度と有効性が確認された。
これらの試験の成功により、海兵隊は遠征火力支援システム（EFSS）の要求仕様を作成した。侵攻作戦における初期空挺装備の支援火力の隙間を埋めるためのものである。この要求を達成するため、海兵隊戦闘研究所はドラゴンファイアIIと呼ばれるプロジェクトを開始し、それは政府によるデザインおよび制式化された武器システムを目標とし、および初代Dragon Fireで学んだ経験を組み込もうとした。PM MortarsおよびARDECは再び設計を開始し、M95迫撃砲火力コントロールシステム（MFCS）を導入し、より進んだ火力コントロールおよび武器コントロールを行える新たなシステムに変更した。
プロジェクトは2002年に開始したが、それほど経たないうちにTDA社は設計の共有情報および価格の問題から開発プロジェクトから離れた。そして、米海兵隊システム司令部（MCSC）によるEFSS装備のための「市販品、民間システム」を探す、という方針からドラゴンファイアIIのシステム仕様は概念研究の対象から外され、開発予算は削減された。ARDECはジェネラル・ダイナミクス社と契約し、砲弾移動、横断、装填、発射を行う新しい電動の作動装置を設計し、およびいくつかの契約上の困難にもかかわらずドラゴンファイアIIを完成させた。現在ではXM-326 120mm自動迫撃砲として知られ、ロックアイランドアーセナルによって2005年9月に製造された。
新しいドラゴンファイアIIは、初代ドラゴンファイア（3,200kg以上）の半分の重量1,564kgに収まり、内蔵された受信機を通した、遠隔操作による受動的な火力作戦を可能とする。戦闘での砲撃時には照準、装填および発射を含めあらゆる作業を18秒以下で完了する。ドラゴンファイアIIはC-RAMプロジェクトと合わせて迅速に実証試験が行われ、ユマ試験場での技術安全性の試験をまだ受けている間に、C-RAMによるデモンストレーション、および迅速な反応性および極めて精度が高いことがすぐに検証され、5,600mの飛距離で15m以下の平均誤差半径であることが確かめられた。
2007年の間、ドラゴンファイアをモジュール化された砲兵兵器としてLAVに搭載され、このシステムは実証された。これらの成功にもかかわらず、ドラゴンファイアIIは海兵隊戦闘研究所の財政難により長期間実験が行えない状態になり、必要な資金は完全にカットされた。最後の試みとしてこの有能なシステムはフルタイムのLAV迫撃砲システムに改造され、海兵隊のLAV迫撃砲システムになった。この開発資金は2009年に取り除かれ、ドラゴンファイアIIは現在ピカティニー・アーセナルに保管されている。ドラゴンファイアIIはディスカバリー・チャンネルに近未来兵器として取り上げられた。

## 運用形態
ドラゴンファイア迫撃砲システムはLAVやその他の装甲車に搭載可能である。またハンヴィーなど小型トラックでの牽引、CH-53ヘリコプターおよびV-22 オスプレイでの空挺輸送が可能である。
LAVへの搭載時には分離搭載の必要がなく、牽引型はLAV車載型に5分で変換可能であった。搭載後、乗員はこの武器システムを遠隔ステーションからコントロールできる。作戦では装填、弾道計算、照準、発射まで全て完全に自動化できるよう設計されている。砲弾が装填されていない状態から、照準し発射可能となるまで14秒で準備が完了する。また自動化システムが使用できない場合、マニュアル操作することも可能である。
強化された射撃管制装置はアメリカ軍の他のシステムと完全に互換性があり、友軍誤爆のリスクを減らすのに役だっている。

### 形式の位置づけ
ドラゴンファイアシステムはNATO式のライフル砲身および滑腔砲身の120mm迫撃砲に対応している。しかしながら、アメリカ海兵隊は17km先のターゲットを20mの範囲で命中させる新しい延伸砲弾（PERM）を開発している。